# 헤마톡실린
헤마톡실린(Haematoxylin) 또는 내추럴 블랙 1(natural black 1) 또는 [[컬러 인덱스 인터내셔널|C.I. 75290은 통나무(Haematoxylum campechianum)의 심재에서 추출한 화합물로, 화학식은 C16H14O6이다. 이 자연 유래 염료는 조직학적 염료, 잉크, 섬유 및 가죽 산업의 염료로 사용되었다. 염료로서 헤마톡실린은 팔로 드 캄페체(palo de Campeche), 로그우드 추출물, 블루우드 및 블랙우드로 불려왔다. 조직학에서 헤마톡실린 염색은 일반적으로 에오신을 이용한 대조염색으로 이어진다. 결합된 경우 이 염색 절차는 H&E 염색으로 알려져 있으며 조직학에서 가장 일반적으로 사용되는 조합 중 하나이다. H&E 염색에 사용되는 것 외에도, 헤마톡실린은 세포학 표본 연구에 널리 사용되는 파파니콜라우(Papanicolaou) 염색(또는 Pap 염색)의 성분이기도 하다.
얼룩은 일반적으로 헤마톡실린이라고 불리지만 활성 착색제는 산화된 형태의 헤마테인이며, 이는 특정 금속 이온(일반적으로 Fe(III) 및 Al(III) 염)과 강한 색상의 복합체를 형성한다. 순수한 형태의 헤마톡실린은 무색의 결정성 고체이지만, 상업용 샘플은 존재하는 불순물 수준에 따라 일반적으로 밝은 갈색에서 어두운 갈색을 띈다.

## 같이 보기
- 염색 (생물학)
- 조직학
- 에오신H&E 염색